# Фінал Кубка європейських чемпіонів 1965
Фінал Кубка європейських чемпіонів 1965 — фінальний матч розіграшу Кубка європейських чемпіонів сезону 1964—1965 років, у якому зустрілися італійське «Інтернаціонале» та португальська «Бенфіка». Матч відбувся 27 травня 1965 року на стадіоні «Сан-Сіро» у Мілані. Перемогу з рахунком 1:0 здобув «Інтернаціонале».

## Шлях до фіналу
| Інтернаціонале    | Інтернаціонале       | Інтернаціонале | Інтернаціонале | Раунд        | Бенфіка           | Бенфіка              | Бенфіка  | Бенфіка  |
| ----------------- | -------------------- | -------------- | -------------- | ------------ | ----------------- | -------------------- | -------- | -------- |
| Суперник          | За сумою двох матчів | 1-й матч       | 2-й матч       |              | Суперник          | За сумою двох матчів | 1-й матч | 2-й матч |
| -                 | -                    | -              | -              | Перший раунд | Аріс Бонневуа     | 10–2                 | 5–1 (Г)  | 5–1 (Д)  |
| Динамо (Бухарест) | 7–0                  | 6–0 (Д)        | 1–0 (Г)        | Другий раунд | Ла Шо-де-Фон      | 3–1                  | 3–0 (Д)  | 0–1 (Г)  |
| Рейнджерс         | 3–2                  | 3–1 (Д)        | 0–1 (Г)        | 1/4 фіналу   | Реал Мадрид       | 6–3                  | 5–1 (Д)  | 1–2 (Г)  |
| Ліверпуль         | 4–3                  | 1–3 (Г)        | 3–0 (Д)        | 1/2 фіналу   | Вашаш ЕТО (Дьйор) | 5–0                  | 1–0 (Г)  | 4–0 (Д)  |

## Деталі матчу
| 27 травня 1965 |

| Інтернаціонале | 1:0 | Бенфіка |
| -------------- | --- | ------- |
| Жаїр 42'       |     |         |

| Сан-Сіро, Мілан Глядачів: 85 000 Арбітр: Готтфрід Дінст |

| Інтернаціонале | Бенфіка |

|                  |  |                   |  |
|                  |  |                   |  |
| В                |  | Джуліано Сарті    |  |
| З                |  | Тарчізіо Бурньїч  |  |
| З                |  | Джачінто Факкетті |  |
| З                |  | Арістіде Гварнері |  |
| З                |  | Армандо Піккі (к) |  |
| ПЗ               |  | Джанфранко Бедін  |  |
| ПЗ               |  | Луїс Суарес       |  |
| Н                |  | Маріо Корсо       |  |
| Н                |  | Сандро Маццола    |  |
| Н                |  | Жаїр да Коста     |  |
| Н                |  | Хоакін Пейро      |  |
| Головний тренер: |  |                   |  |
| Еленіо Еррера    |  |                   |  |

|                  |  |                          |  |
| В                |  | Алберту да Кошта Перейра |  |
| З                |  | Домісіану Кавем          |  |
| З                |  | Жерману Фігейреду        |  |
| З                |  | Раул Машаду              |  |
| З                |  | Фернанду Круш            |  |
| ПЗ               |  | Жозе Нету                |  |
| ПЗ               |  | Маріу Колуна (к)         |  |
| Н                |  | Жозе Аугушту             |  |
| Н                |  | Жозе Агушту Торріш       |  |
| Н                |  | Еусебіу                  |  |
| Н                |  | Антоніу Сімойнш          |  |
| Головний тренер: |  |                          |  |
| Елек Шварц       |  |                          |  |